# Петербургский мирный договор (1762)
Петербу́ргский мир — сепаратный мирный договор между Россией и Пруссией (трактат о мире между Россией и Пруссией, заключённый 24 апреля (5 мая) 1762 года после восшествия на престол императора Петра III, поклонника Фридриха II Прусского. Согласно договору Россия выходила из Семилетней войны и добровольно возвращала Пруссии территорию, занятую русскими войсками, включая Восточную Пруссию.

## Чудо Бранденбургского дома

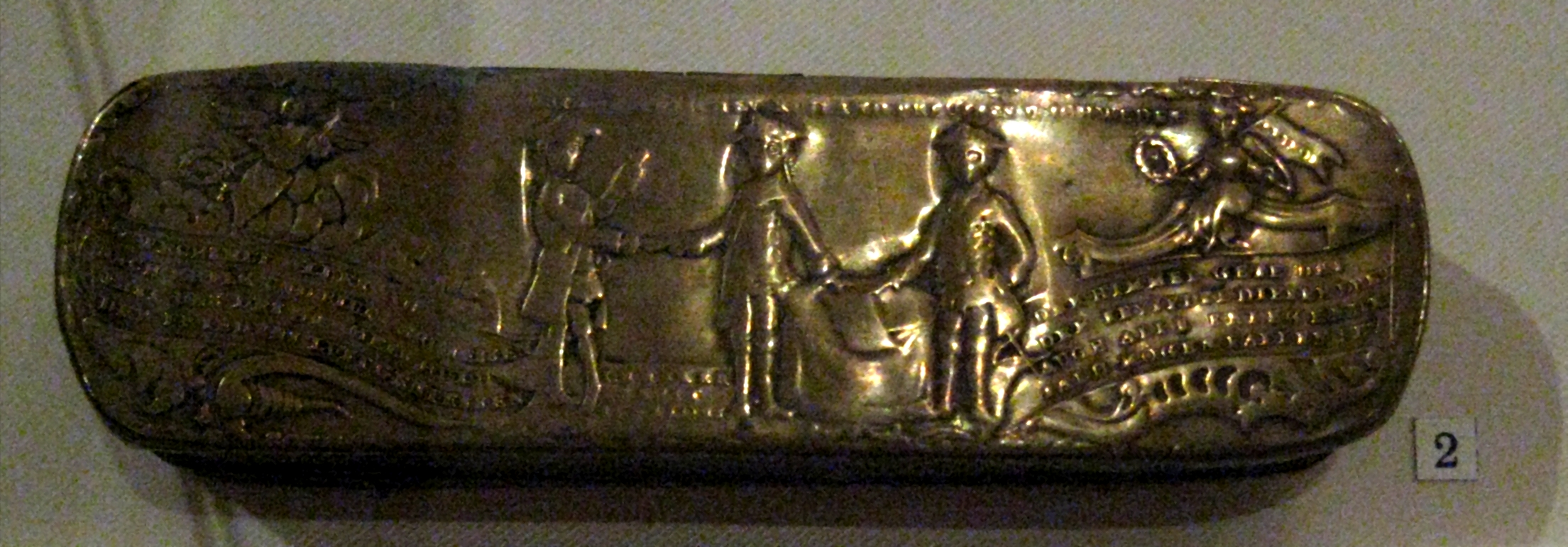
Рукопожатие монархов Пруссии, России и Швеции. Изображение на табакерке 1762 года.

Выход России из войны был воспринят в Пруссии как «чудо Бранденбургского дома». Такой исход явился неожиданным и щедрым подарком для Фридриха, не сомневавшегося, как и его английские союзники, в том, что Россия оставит себе, в качестве компенсации за понесённые в войне потери, завоёванную в её ходе Восточную Пруссию.
Из инструкций прусскому посланнику в Санкт-Петербурге видно, что на возвращение, да ещё безо всяких условий, Восточной Пруссии Фридрих даже и в мыслях не рассчитывал: посол должен был, согласно инструкциям прусского короля, лишь обсудить с русской стороной возможность возмещения для Пруссии за счёт иных, вероятно, польских земель.
8 (19) июня того же года, незадолго до свержения Петра III, был заключён союзный договор между Россией и Пруссией (Северный аккорд): Фридрих предоставлял России войска для войны против Дании, а в последующих войнах Россия обязывалась помогать Пруссии.
Упоминание о сепаратном мире как одной из причин переворота содержится в манифесте Екатерины II о вступлении на престол: «Слава Российская, возведённая на высокую степень своим победоносным оружием, чрез многое своё кровопролитие, заключением нового мира с самым ея злодеем отдана уже действительно в совершенное порабощение».
Однако результаты Петербургского мира фактически никак не были оспорены правительством Екатерины. Они были дополнительно закреплены окончательным выводом русских войск из Восточной Пруссии и оборонительным русско-прусским союзом 1764 г., заключённым при участии руководившего русской внешней политикой Никиты Панина. Этот союз рассматривался Паниным как основа более широкой коалиции — Северного аккорда.

## Итог сепаратного мира — вывод русских войск с территории Пруссии
5 мая 1762 года был заключен трактат о мире между Россией и Пруссией, в соответствии с которым П. И. Панину (губернатору Восточной Пруссии («Королевства Прусского»)) «пришлось заниматься подготовкой к возвращению земель Фридриху II, занятых русской армией». К моменту заключения сепаратного мира в Восточной Пруссии находились большие запасы продовольствия и вооружений: боеприпасов, амуниции, муки, овса, ячменя, соли и др. На монетном дворе находилось 1000 пудов меди для выпуска русской монеты. В госпиталях находилось 2154 человек.
31 мая Панин обратился к императору за разъяснениями: как распорядиться запасами, как быть с больными и ранеными, с архивами, с чиновниками и т.д. Однако до своего отъезда из Кёнигсберга Панин не получил никаких указаний и вынужден был управлять провинцией по своему усмотрению. Ему приходилось считаться с симпатиями Петра III к Фридриху II, с настоятельными требованиями представителей Фридриха о передаче дел. Тем не менее, «поступиться порядком в провинции, безопасностью российских войск» он не мог. Панин считал, что возврат земель должен проводиться законным путём, после «публикации мира».
5 июля Ф. М. Воейков принял должность губернатора Восточной Пруссии, сменив Панина. В этот день прусская провинция в соответствии с трактатом должна была перейти под юрисдикцию Пруссии. Однако этого не произошло: «публикация мира» затягивалась. Русская администрация оказалась в сложной ситуации. 7 июля из С.-Петербурга от императора были получены указания по процедуре передачи провинции. Предписывалось продать запасы продовольствия, имущества по сложившимся ценам. Вырученные деньги направить на содержание больных и раненых. Артиллерию, боеприпасы, вооружение — охранять русскими военнослужащими надлежащим образом до особого распоряжения. Указывалось: «О заключении между нами и Его Величеством королём прусским вечного мира, всевысочайше повелеваем в сём Королевстве публиковать Вам обнародованием мирного трактата, и через то жителей того Королевства … подданнической присяги свободными объявить». 13−14 июля гвардейский офицер, курьер Коромышев, следовавший к главнокомандующему русской армии генерал-фельдмаршалу П. С. Салтыкову, известил Воейкова о совершённом в России перевороте и приходе к власти Екатерины II. Воейков немедленно сменил караулы, привел в боевую готовность артиллерию и войска. Повелел снять прусские гербы.
16 июля Салтыков направил Воейкову приказ о порядке действий: опубликовать манифест Екатерины II и «главнейшее старание Ваше приложить имеете не только покой и тишину в Королевстве Прусском сохранить, но и всё то в действо потребовать, что к повиновению его жителей… служить может … и прежние посты российскими воинскими людьми занять…».
Вторая часть манифеста Екатерины II гласила: «слава российская, возведенная на высокую степень своим победоносным оружием, через многое своё кровопролитие, заключением нового мира с самым её злодеем отдана уже действительно в совершенное порабощение…». Тем не менее, после воцарения «Екатерина II не собиралась восстанавливать российское правление в Пруссии». Наоборот, она поддержала трактат о мире «с самым её злодеем» (Фридрихом II). 22 июля специальным рескриптом через русского посланника в Берлине Фридриху II сообщалось, что «мы заключенный мир с Его Величеством продолжать будем свято и нерушимо». Генерал-фельдмаршалу П. С. Салтыкову было предписано «исправить свою ошибку» и разрешить прусским чиновникам приступить к исполнению своих обязанностей.
Одновременно с указом Салтыкову Екатерина II отправила собственноручную записку фельдмаршалу: «Будьте уверены, что и я, и все верные сыны Отечества весьма довольны вашим поступком, что вы велели занимать Королевство Прусское. Авось Бог даст переделывать по-своему несносный сей мир. Не спешите, да будьте осторожны: есть ли король прусский графа Чернышёва не отпустит, чтобы нам пласс-дарм верно в руках досталось. Истинно, все вам говорят спасибо».
Главнокомандующий русской армией дал указание Воейкову не допускать в караулы и на посты прибывших в провинцию прусских солдат, подчеркивая тем самым, что «от всего сделанного не отказывается», вины своей не признаёт и считает себя «правым». С данного момента начался вывод русских войск и вывоз материальных средств с территории Пруссии. 14 августа 1762 года П. С. Салтыков сообщил в Кёнигсберг о выводе русской армии частями по двум маршрутам: с Вислы прямо через Королевство Пруссию на Кёнигсберг, Тильзит и Мемель. Второй: через Гумбинен. Пришлось часть запасов оставить в районе Вислы. Другая часть была перемещена водным путём по Неману. Личному составу армии были выданы дополнительные деньги для необходимых закупок у населения. Салтыков старался сделать все возможное для обеспечения спокойствия на маршрутах следования армии и недопущения самовольной реквизиции продовольствия у населения.